# Nerima
Nerima (練馬区 Nerima-ku) er et af Tokyos 23 bydistrikter. På engelsk kalder bydistriktet sig selv for Nerima City.
Pr. 1. august 2007 havde bydistriktet 703.005 indbyggere fordelt på 323.296 husstande og en befolkningstæthed på 14.443 personer per km². 12.897 udenlandske indbyggere bor i distriktet. 18,4 % af bydistriktets indbyggere er over 65 år. Arealet er 48,16 km².
Nerima har venskabsrelationer med Ipswich, Queensland i Australien og Haidian-distriktet i Beijing i Kina.

## Historie
Gennem Edo-perioden bestod området primært af jordbrug og der blev produceret kinaradiser, gobo burdocks og kartofler. Efter det store Kantou-jordskælv i 1923, flyttede mange indbyggere fra det centrale Tokyo til området.
1. oktober 1932 blev Nerima by; Kami-nerima, Naka-arai, Shakujii og Ōizumi landsbyerne en del af den tidligere Tokyo by. Forud for skabelsen af bydistriktet 1. august 1947, blev området en del af Itabashi. I 1952 etablerede Japans forsvar en base der. 1. deling af den østlige gruppe af Japans forsvars landtropper har hovedkvarter der. USAs styrker i Japan havde en base, Grant Heights, som blev overdaget til japansk kontrol i 1973. Grant Heights har været Narimasu flyveplads under Den Kejserlige Japanske Hær indtil afslutningen af 2. verdenskrig. Landingsbanen er i dag hovedgade foran IMA stormagasin i Hikarigaoka.

## Geografi
Nerima ligger i nordvest i forhold til de 23 bydistrikter i Tokyo. Nabodistrikterne er Itabashi (i øst), Suginami, Toshima og Nakano (i syd), samt byerne Musashino (i sydvest) og Nishi-Tokyo (i vest). I nord findes i Saitama-præfekturet byerne: Wako, Asaka og Niiza.

## Økonomi
Med 3,42 km² jordbrug har Nerima det største landbrugsområde af de 23 bydistrikter. Nerima leverer 40 % af alt kål, der er produceret i Tokyo. Et af de berømte produkter er Nerima kinaradise. Den dyrkes primært til syltning.
I 1994 var der 572 fabrikker i Nerima som beskæftigede omkring 8.000 og fremstillede varer for omkring ¥170.000.000.000. De fleste af fabrikkerne er små og producerer maskiner, radiodele, kommunikationsudstyr og andre varer.
Toei Animation har hovedsæde i Ohizumi Studio i Nerima. Anime International Company har hovedsæde i AIC Digital Building. Endvidere har Studio Comet, Studio Gallop og Mushi Production hovedkvarterer i Nerima.

## Anime og manga
Nerima er fødested for anime i Japan. Et stort antal anime produktionsstudioer findes i Nerima, såsom Toei Animation, Studio Gallop, Mushi Production og AIC.
Ranma ½, Doraemon, Digimon Adventure, Urusei Yatsura og Nerima Daikon Brothers foregår i Nerima. Andre produktioner såsom Astro Boy og Candy Candy er også produceret her.

## Uddannelse
- Musashino Academia Musicae
- Musashi University
- Nihon University Ekoda Campus
- Sophia University Shakujii Campus: Faculty of Theology

## Attraktioner
- Toshimaen - forlystelsespark
- Bydistriktets kunstmuseum
- Iwasaki Chihiro museum med illustrerede bøger

### Parker
- Hikarigaoka Park
- Shakujii Park
- Ōizumi Central Park
- Musashiseki Park
- Johoku Central Park (på grænsen til Itabashi)